# Agadics
Agadics (románul: Agadici, helyi ejtés szerint Gădișu, németül: Agaditsch) falu Romániában, a Bánságban, Krassó-Szörény megyében.

## Fekvése
Oravicabányától 10 km-re északra fekszik.

## Nevének eredete
A magyar Agyagos alakból (Agiagos, 1355) a szerbben lett Agadics (1597; 1569-ben Agačiš) és onnan került a románba.

## Története
Első ismert birtokosa a Bár–Kalán nemzetségből származó Szeri Pósa fia Balázs volt. 1471-ben oppidum, ekkor Szeri Pósa István örökös nélküli halála után Guthi Országh Mihály és Nádasdi Ongor János kapta meg, de a 15. század végén már a Gersei Pető család birtokaként említették.
A 18. századtól kamarai birtok volt, majd 1855-ben a StEG vásárolta meg. 1830-ban 1251 ortodox lakosa volt. Földjét termékenynek írták.
A 19. század második felében téglagyára volt. 1872–1880-ban Krassó vármegyéhez, 1880–1926-ban Krassó-Szörény vármegyéhez tartozott.

## Népessége
- 1900-ban 896 lakosából 884 volt román anyanyelvű, 886 ortodox vallású.
- 2002-ben 259 lakosából 257 volt román nemzetiségű; 222 ortodox és 26 baptista vallású.